# Aşk-ı Memnu
Pour les articles homonymes, voir Aşk-ı Memnu (homonymie).
Aşk-ı Memnu, que l'on pourrait traduire par « L'Amour interdit » en français, est un roman de l'écrivain ottoman Halid Ziya Uşaklıgil paru en 1900. Le roman a d'abord été publié, de 1899 à 1900, sous la forme d'un roman-feuilleton dans la revue culturelle avant-gardiste Servet-i Fünun, symbole du courant de la « littérature nouvelle » (Edebiyat-ı Cedide).

## Adaptations
Le roman a été l'objet de plusieurs adaptations télévisées, parmi lesquelles la série télévisée homonyme, Aşk-ı Memnu, diffusée de 2008 à 2010 sur la chaîne de télévision turque Kanal D.